# Euryolpium oceanicum
Espèce
Euryolpium oceanicum est une espèce de pseudoscorpions de la famille des Olpiidae.

## Distribution
Cette espèce est endémique du Tamil Nadu en Inde. Elle se rencontre vers les îles Krusadi.

## Publication originale
- Murthy & Ananthakrishnan, 1977 : Indian Chelonethi. Oriental Insects Monographs, no 4, p. 1-210.